# Église Saint-François-Xavier de Besançon
Pour les articles homonymes, voir Église Saint-François-Xavier.
L'église Saint-François-Xavier de Besançon est située dans le centre historique de la ville. Elle fut bâtie de 1680 à 1688 pour servir de chapelle au collège des jésuites.

## Histoire
Antoine-François Gauthiot d'Ancier décide de faire don de l'intégralité de sa fortune aux jésuites de la capitale comtoise à la seule condition que ceux-ci érigent une église. Le don devait avoir lieu en 1629, mais après un procès contre la compagnie de Jésus, cette dernière dut attendre 1680 pour commencer la construction de l'édifice. Le bâtiment fut construit en forme de croix, et fut entouré de chapelles annexes. La façade de l’église Saint-François-Xavier est typique du style de la compagnie et est fortement inspirée de celle de l'Église du Gesù à Rome (Italie). Le rez-de-chaussée de l'édifice comprend des pilastres doriques, surmontés d'une frise de métope et de triglyphe et reliés étroitement à l'étage supérieur, d'ordre ionique, le tout, coiffé d'un fronton. Le clocher est recouvert de lamelles de bois. 
En 1688, la chapelle fut dédiée à saint Joseph.
En 1802, elle devient l'église paroissiale de Saint-François-Xavier, un des fondateurs de la compagnie. 
Elle est actuellement dans l'enceinte du collège Victor-Hugo.
L'église a été totalement réhabilitée en 1975. 

## Description

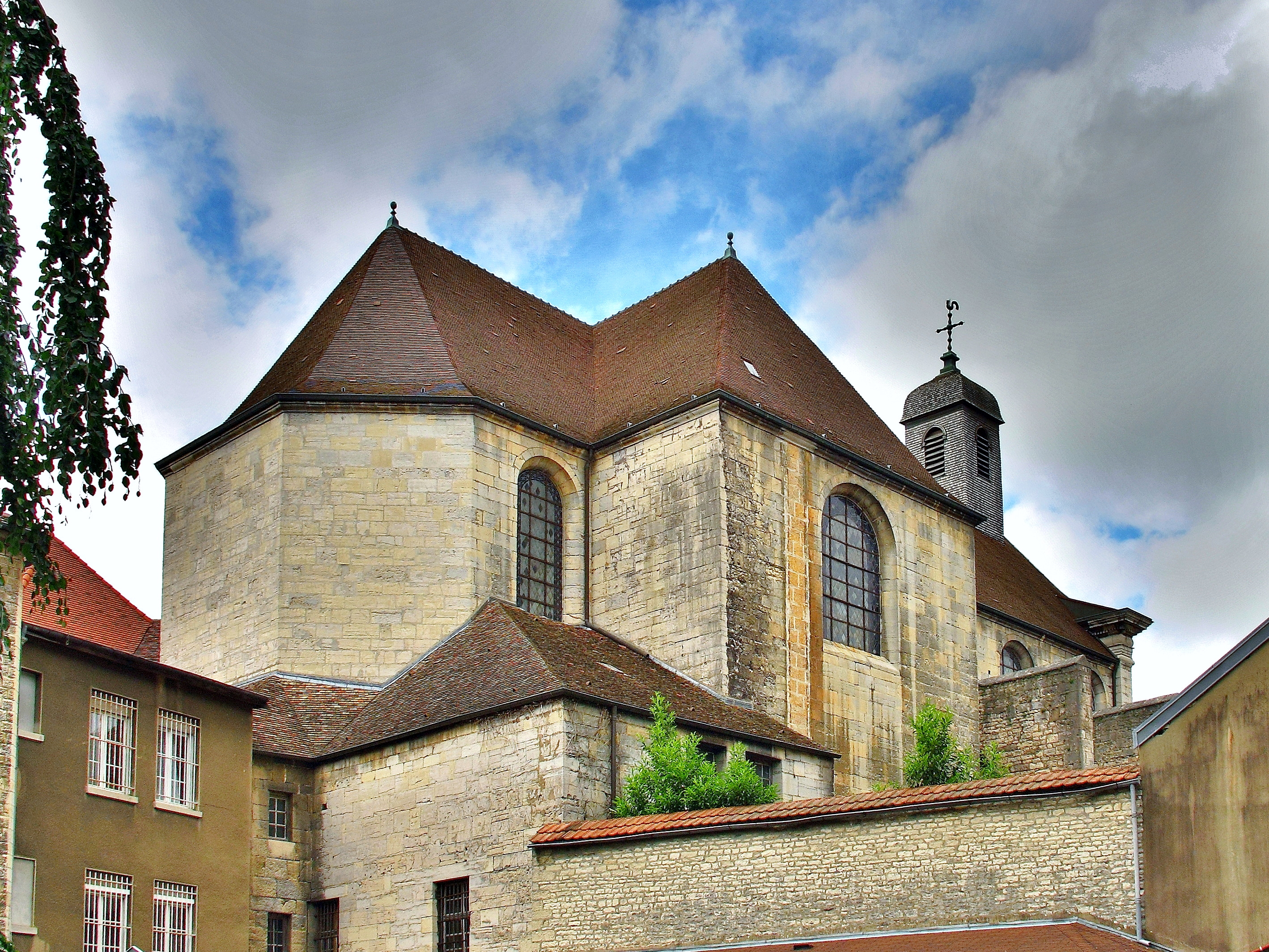
L'église vue coté chevet.

Le bâtiment est en forme de croix latine avec plusieurs chapelles annexes. L’architecture de la façade est inspirée de celle de l’église du Gesù de Rome.
Le clocher de style comtois est recouvert de tavaillons (lamelles de bois).